# George Washington (lớp tàu ngầm)
Lớp tàu ngầm George Washington là một lớp tàu ngầm chạy bằng năng lượng hạt nhân mang tên lửa đạn đạo của Mỹ. George Washington, cùng với các lớp tàu ngầm sau này như lớp tàu ngầm Ethan Allen, Lafayette, James Madison và Benjamin Franklin đã tạo thành nhóm tàu ngầm chiến lược trang bị tên lửa đạn đạo mang tính răn đe hạt nhân chủ yếu của Hải quân Hoa Kỳ cuối những năm 1980.

## Phát triển
Năm 1957, Hải quân Hoa Kỳ bắt đầu sử dụng tàu ngầm trong vai trò răn đe hạt nhân, khi một cặp tàu diesel-điện cổ trong Thế chiến II, USS Tunny và USS Barbero, đã được chuyển đổi để có khả năng mang theo một cặp tên lửa hành trình Regulus, bắt đầu đi vào hoạt động. Sau đó Mỹ bổ sung thêm hai tàu ngầm diesel thuộc lớp Grayback, và một tàu ngầm chạy bằng năng lượng hạt nhân, USS Halibut. Tuy nhiên, khả năng răn đe của tên lửa hành trình Regulus tỏ ra có nhiều hạn chế; vì là tên lửa hành trình, nó dễ dàng bị đánh chặn bởi các máy bay chiến đấu, tốc độ của tên lửa nhỏ hơn tốc độ âm thanh, và có tầm bắn nhỏ hơn 1000 km, trong khi tàu ngầm mang tên lửa Regulus lớn nhất có khả năng mang được tối đa năm tên lửa. Tàu ngầm bắt buộc phải nổi lên để có thể phóng tên lửa, và tên lửa được dẫn đường bằng tín hiệu radio truyền từ tàu nổi, máy bay hoặc trạm mặt đất. Do những hạn chế của tên lửa hành trình, hải quân Mỹ bắt đầu chuyển hướng sang sử dụng tên lửa đạn đạo phóng từ tàu ngầm.
Tàu ngầm George Washington được hạ thủy vào ngày 30 tháng 12 năm 1959. Đây cũng là tàu ngầm đầu tiên phóng thành công tên lửa đạn đạo Polaris vào ngày 20 tháng 7 1960, và thực hiện chuyến hải trình đẩu tiên vào tháng 11 năm 1960-tháng 1 năm 1961. Đây chính là thành quả sau bốn năm nỗ lực hết mình phát triển tàu ngầm cùng với tên lửa đạn đạo SLBM của hải quân Mỹ. Ban đầu hải quân Mỹ làm việc trên loại tên lửa dựa trên tên lửa Jupiter của lục quân Mỹ, trang bị thử nghiệm bốn tên lửa nhiên liệu lỏng cho mỗi tầu ngầm. Chuẩn Đô đốc W. F. "Red" Raborn được chỉ định đứng đầu phòng thiết kế đặc biệt để phát triển tên lửa Jupiter phiên bản hải quân từ cuối năm 1955. Tuy nhiên, tại hội nghị về tác chiến tàu ngầm thuộc dự án Nobska diễn ra vào năm 1956, nhà vật lý Edward Teller đã tuyên bố rằng có thể trang bị đầu đạn đương lượng nổ 1 megaton cho tên lửa nhiên liệu rắn UGM-27 Polaris có kích thước nhỏ hơn Jupiter nhiều, và điều này đã khiến hải quân Mỹ rời khỏi chương trình tên lửa Jupiter vào tháng 12 năm đó. Ngay sau đó đô đốc Burke tập trung toàn bộ nguồn lực của hải quân Mỹ vào tên lửa Polaris, với phòng nghiên cứu dự án đặc biệt của đô đốc Raborn. Vấn đề của việc phóng tên lửa ngầm, thiết kế tàu ngầm mang được 16 tên lửa, hệ thống dẫn đường quán tính cho tên lửa, và một loạt các vấn đề khác đã được nghiên cứu nhanh chóng. Để so sánh, tàu ngầm tương tự của Liên Xô khi đó là tàu ngầm Proyekta 629 và tàu ngầm Proyekta 658 chỉ có khả năng mang theo 3 tên lửa mỗi chiếc; và Liên Xô chưa thể triển khai một lớp tàu ngầm SSBN có tính năng tương tự như lớp tàu ngầm George Washington cho đến khi Liên Xô đưa vào trang bị tàu ngầm Proyekta 667 lớp Yankee.

## Chế tạo
Hải quân Mỹ yêu cầu chế tạo một lớp tàu ngầm chạy bằng năng lượng hạt nhân có khả năng mang SLBN tầm xa vào ngày 31 tháng 12 năm 1957, và giao nhiệm vụ cho Electric Boat chuyển đổi hai thân tàu ngầm tấn công thành thân tàu ngầm có khả năng mang tên lửa đạn đạo nhằm tạo ra lực lượng răn đe trên biển. Để thực hiện điều này, tháng 1 năm 1958, Electric Boat đã thuyết phục hải quân Mỹ lùi thời hạn hạ thủy hai tàu ngầm tấn công nhanh lớp Skipjack là Scorpion (SSN-589) (Đang được chế tạo thời điểm đó) và tàu ngầm Sculpin (SSN-590). Ngày 12/2/1958, Tổng thống Mỹ Dwight D. Eisenhower đã ký quyết định cấp vốn cho việc chế tạo 3 tàu ngầm SSBN.
Lớp tàu ngâm George Washington về cơ bản là lớp Skipjack với khoang tên lửa dài 130 foot (40 m), được chèn giữa khu vực điều khiển/dẫn đường của tàu và khoang lò phản ứng hạt nhân. Trong trường hợp của con tàu đầu tiên thuộc lớp này, USS George Washington (SSBN-598), thân tàu đã được đặt ky tại xưởng đóng tàu của Electric Boat ở Groton, Connecticut dùng để chế tàu tàu ngầm Scorpion đã được cắt rời và kéo dài để trở thành thân tàu ngầm George Washington. Sau đó Electric Boat và xưởng đóng tàu hải quân tại đảo Mare bắt đầu đóng thêm các tàu ngầm khác theo kế hoạch mở rộng hạm đội. Tổng thống Eisenhower ký quyết định đóng thêm hai tàu ngầm nữa vào ngày 29 tháng 7 năm 1958 tại nhà máy đóng tàu Newport News và nhà máy đóng tàu hải quân Portsmouth.
Các tàu ngầm thuộc lớp George Washington trang bị tên lửa đạn đạo Polaris A1 trong các chuyến hải trình cho đến ngày 2/6/1964, khi chúng được chuyển sang sử dụng phiên bản Polaris A3. Tàu ngầm cuối cùng thực hiện việc chuyển đổi từ sử dụng tên lửa Polaris A1 sang A3 là chiếc USS Abraham Lincoln (SSBN-602) vào ngày 14/10/1965.

## Loại biên
Đến cuối năm 1979, để tuân thủ hiệp ước cắt giảm tên lửa đạn đạo SALT II, và thực hiện các cuộc tuần tra ngắn trong vòng 6 tuần để giảm nhiên liệu lò phản ứng hạt nhân, các tàu ngầm Theodore Roosevelt và Abraham Lincoln đã tháo dỡ các tên lửa đạn đạo của mình-thành lập một cơ sở xử lý các đầu đạn hạt nhân tại Bangor, Washingtonoffloaded. Cuối cùng các khoang tên lửa của chúng đã bị dỡ bỏ hoàn toàn và chúng ngừng hoạt động vào cuối năm 1982. Vì lý do tương tự, vào năm 1983, George Washington, USS  Patrick Henry (SSBN-599) và USS  Robert E. Lee (SSBN-601).đã tháo tên lửa và được phân loại lại thành tàu ngầm tấn công có biệt danh là "tấn công chậm", một vai trò mà chúng phục vụ trong một thời gian ngắn ở Trân Châu Cảng, Hawaii trước khi ngừng hoạt động vào đầu năm 1985.
Tháp của tàu ngầm George Washington hiện đang được trưng bày tại Bảo tàng và thư viện tàu ngầm tại Groton, Connecticut.

## Boats in class
Submarines of the George Washington class:
| Name and hull number                       | Builder                                                           | Laid Down                | Launched                  | Commissioned              | Fate                                                                                                  |
| ------------------------------------------ | ----------------------------------------------------------------- | ------------------------ | ------------------------- | ------------------------- | --- |
| George Washington (SSBN-598) (ex-Scorpion) | General Dynamics Electric Boat, Groton, Connecticut               | ngày 1 tháng 11 năm 1957 | ngày 9 tháng 6 năm 1959   | ngày 30 tháng 12 năm 1959 | Loại biên ngày 24 tháng 1 năm 1985. Xử lý thông qua chương trình tái chế tàu ngầm tại Bremerton, 1998 |
| Patrick Henry (SSBN-599)                   | General Dynamics Electric Boat, Groton, Connecticut               | ngày 27 tháng 5 năm 1958 | ngày 22 tháng 9 năm 1959  | ngày 11 tháng 4 năm 1960  | Loại biên ngày 25 tháng 5 năm 1984. Xử lý thông qua chương trình tái chế tàu ngầm tại Bremerton, 1997 |
| Theodore Roosevelt (SSBN-600)              | Mare Island Naval Shipyard, Vallejo, California                   | ngày 20 tháng 5 năm 1958 | ngày 3 tháng 10 năm 1959  | ngày 13 tháng 2 năm 1961  | Loại biên ngày 28 tháng 2 năm 1981. Xử lý thông qua chương trình tái chế tàu ngầm tại Bremerton, 1995 |
| Robert E. Lee (SSBN-601)                   | Newport News Shipbuilding and Drydock Co., Newport News, Virginia | ngày 25 tháng 8 năm 1958 | ngày 18 tháng 12 năm 1959 | ngày 15 tháng 9 năm 1960  | Loại biên ngày 1 tháng 12 năm 1983. Xử lý thông qua chương trình tái chế tàu ngầm tại Bremerton, 1991 |
| Abraham Lincoln (SSBN-602)                 | Portsmouth Naval Shipyard, Kittery, Maine                         | ngày 1 tháng 11 năm 1958 | ngày 14 tháng 5 năm 1960  | ngày 8 tháng 3 năm 1961   | Loại biên ngày 28 tháng 2 năm 1981. Xử lý thông qua chương trình tái chế tàu ngầm tại Bremerton, 1994 |